# Andreas Zeyer
Andreas Zeyer (* 9. Juni 1968 in Neresheim) ist ein ehemaliger deutscher Fußballspieler.

## Vereinskarriere
Zeyer debütierte 1987 für den SSV Ulm 1846 im deutschen Profifußball, dem er sich vom Heidenheimer SB kommend vor Saisonbeginn gemeinsam mit seinem Zwillingsbruder Michael angeschlossen hatte. Der seinerzeitige Zweitligist verpasste am Ende der Spielzeit 1987/88 den Klassenerhalt. Dabei war er unter Trainer Werner Nickel in der zweiten Saisonhälfte Stammspieler geworden. In der folgenden Spielzeit behielt er unter dem neuen Trainer Klaus Toppmöller in der Oberliga Baden-Württemberg seinen Stammplatz. Nachdem der Klub frühzeitig aus dem Aufstiegsrennen ausgeschieden war und er auch nach einem Trainerwechsel von Toppmöller zu Erich Steer zu den Stammkräften zählte, verließ er den Klub nach 30 Drittligaspielen und kehrte in die 2. Bundesliga zurück.
Zeyer spielte anschließend von 1989 bis 2004 beim SC Freiburg, mit zwei Jahren Unterbrechung beim Hamburger SV, dem Karlsruher SC und dem VfL Bochum. Insgesamt spielte Zeyer 402-mal für Freiburg, davon 236-mal in der 1. Bundesliga, was bis 2021 den Erstligarekord bei den Breisgauern darstellte, ehe ihn Christian Günter am 2. Spieltag der Saison 2021/22 überholte.

## Statistik
| Liga          | Spiele (Tore) |
| ------------- | ------------- |
| 1. Bundesliga | 276 (31)      |
| 2. Bundesliga | 198 (17)      |
| Europapokal   | 008 0(0)      |

## Privates
Andreas ist der Zwillingsbruder von Michael Zeyer, der ebenfalls Bundesligaprofi war.